# Cheilodipterus singapurensis
Cheilodipterus singapurensis е вид бодлоперка от семейство Apogonidae. Видът не е застрашен от изчезване.

## Разпространение
Разпространен е в Австралия, Виетнам, Индонезия, Малайзия, Маршалови острови, Микронезия, Нова Каледония, Палау, Папуа Нова Гвинея, Провинции в КНР, Сингапур, Тайван, Филипини и Япония (Рюкю).